# Vader, Washington
Vader är en ort i Lewis County i delstaten Washington. Vid 2010 års folkräkning hade Vader 621 invånare.